# 錫韋雷克

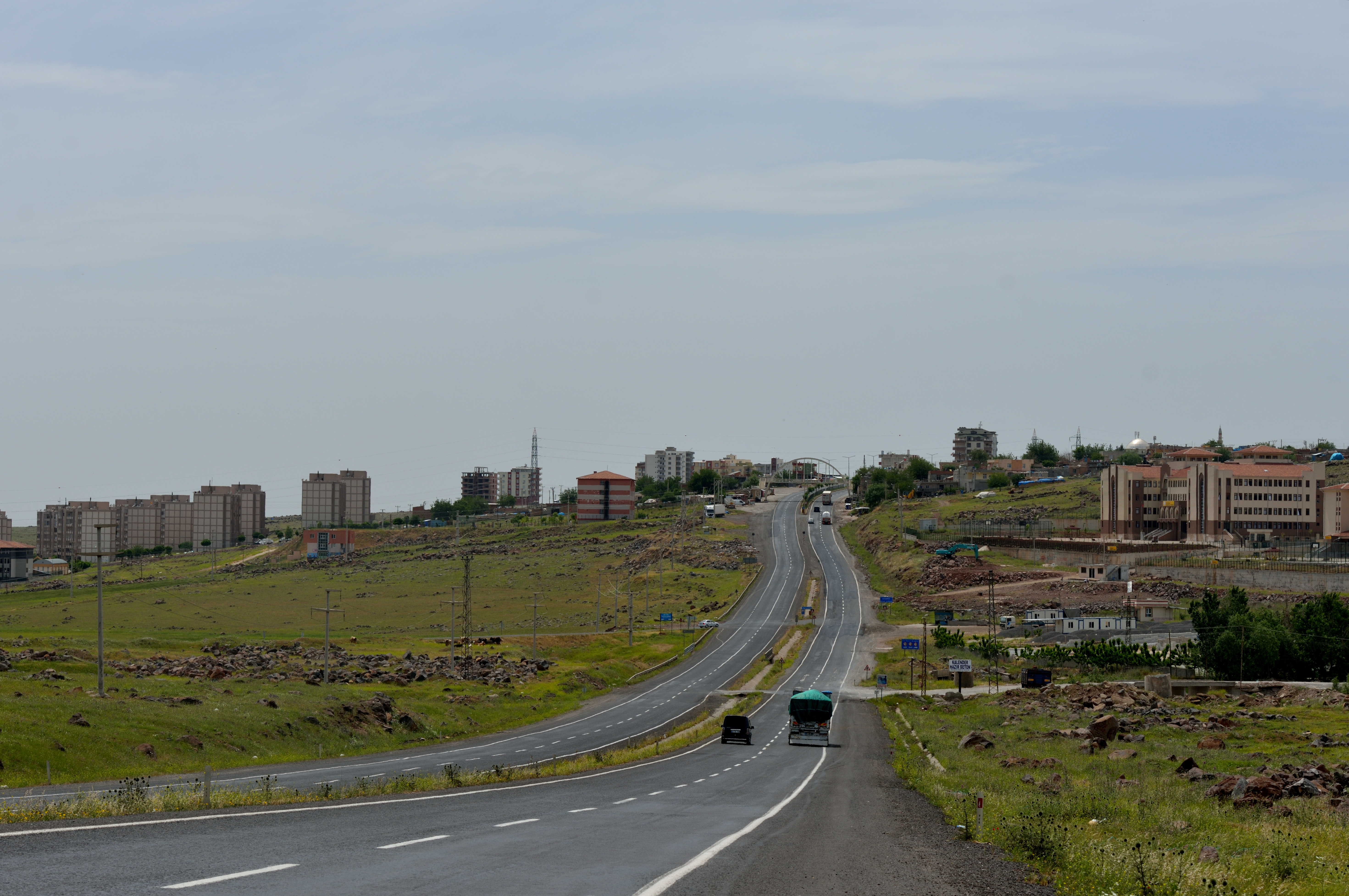
Siverek

錫韋雷克是土耳其的城市，由尚勒烏爾法省負責管轄，位於該國南部，距離迪亞巴克爾約83公里，海拔高度4,367米，主要經濟活動有農業，2008年人口105,475。

## 外部連結
- District governor's office （页面存档备份，存于）
- Siverek